# Scandalo Marconi
Lo scandalo Marconi fu uno scandalo politico britannico che esplose nell'estate del 1912. È incentrato sull'accusa che membri importanti del governo liberale, con Herbert Henry Asquith come Primo Ministro, avevano tratto profitto da un uso improprio delle informazioni sulle intenzioni del Governo in relazione alla Marconi Company: sapendo che il governo stava per emettere un lucroso contratto alla società britannica di Guglielmo Marconi per la società Imperial Wireless, acquistando azioni della filiale americana della società italiana. Le conseguenze politiche furono in realtà leggere, ma il gruppo editoriale intorno al New Witness trasse conclusioni circa la corruzione nella politica britannica, che continuarono per 25 anni.

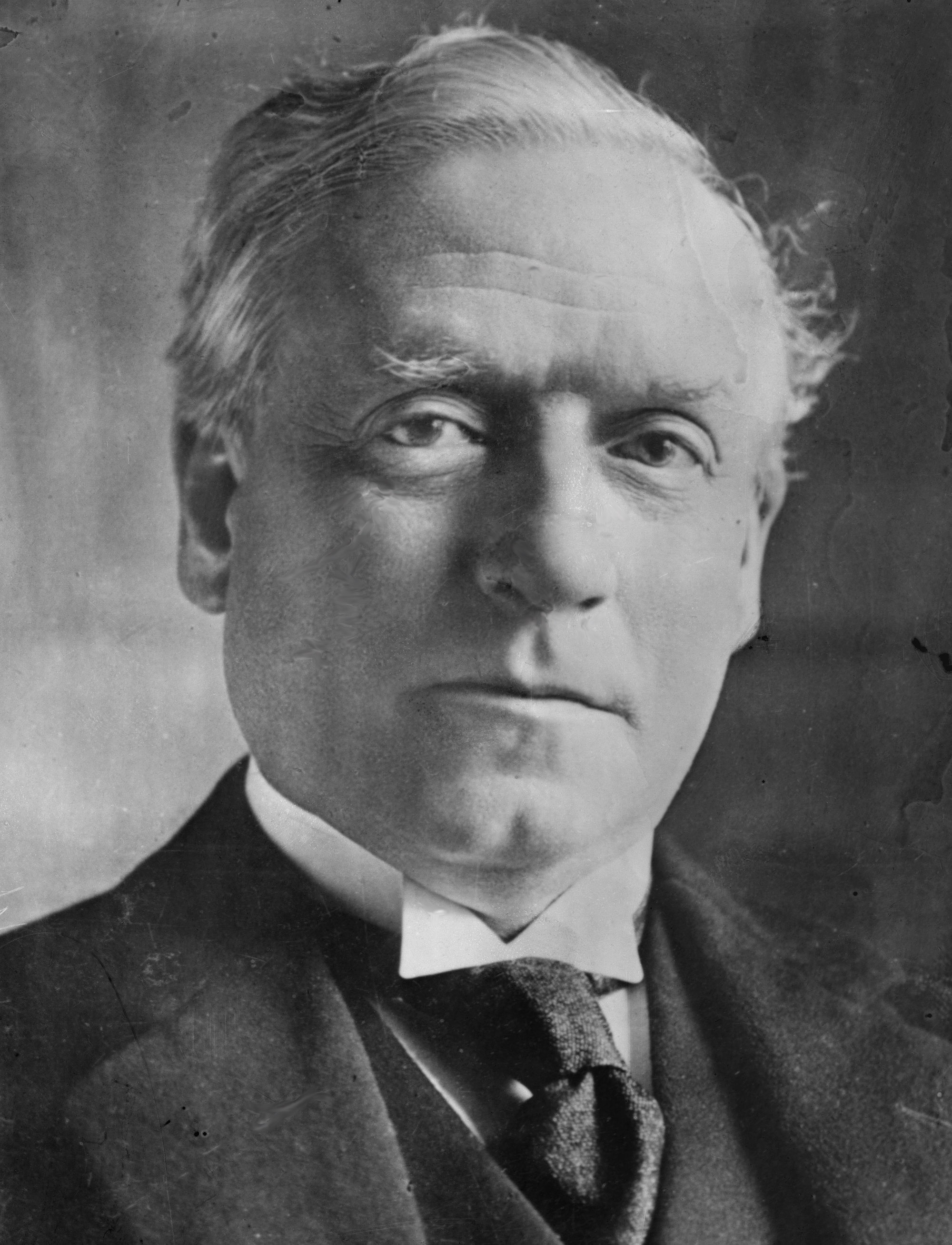
Herbert Henry Asquith

## Accuse diinsider trading
Accuse e voci su insider trading in azioni della Marconi Company coinvolsero un certo numero di ministri del governo, tra cui Lloyd George, il Cancelliere dello Scacchiere, Sir Rufus Isaacs, il procuratore generale, Herbert Samuel, Ministro delle telecomunicazioni, e il Tesoriere del Partito Liberale. Le accuse inclusero il fatto che Godfrey Isaacs, fratello di Sir Rufus, fu amministratore delegato della Marconi Company. Alcuni videro antisemitismo nelle accuse, ma la maggior parte degli accusati non erano ebrei, e le accuse erano ben fondate e sufficientemente gravi da essere portate all'attenzione del pubblico. Particolarmente attivo è stato il New Witness, a cura di Cecil Chesterton. Questa è stata una pubblicazione distributista fondata nel 1911 da Hilaire Belloc.
Nel febbraio 1913 il quotidiano francese Le Matin affermò che Sir Rufus Isaacs e Herbert Samuel avevano abusato della loro posizione per acquistare azioni della società inglese di Marconi. Ambedue gli uomini citarono il giornale in giudizio per diffamazione. Le Matin ritirò le accuse e si scusò. Durante il caso Isaacs testimoniò che aveva però acquistato azioni della società americana di Marconi e ne aveva vendute a Lloyd George e Lord Murray. Non fu reso pubblico durante il processo che tali azioni erano state rese disponibili attraverso il fratello di sir Rufus Isaacs ad un prezzo favorevole.
Gli elementi di fatto furono almeno in parte rivelati da una inchiesta parlamentare a comitato ristretto, che rilasciò tre relazioni: in esse si rileva che i ministri avevano acquistato azioni della Marconi Company, ma mentre i membri liberali del comitato sollevarono i ministri di tutte le colpe, gli altri membri li accusarono di aver agito con "grave scorrettezza". La verità sulla questione è stata descritta come "oscura".

## Caso giudiziario
Cecil Chesterton avrebbe dovuto essere citato in giudizio da parte dei ministri del governo ai sensi delle leggi sulla diffamazione della nazione. Invece, Godfrey Isaacs, direttore della Marconi, propose un'azione penale per diffamazione contro di lui. La New Age (nel numero del 12 giugno 1913) descrisse il processo in questo modo:
Il tribunale condannò Cecil Chesterton a una multa di £ 100 più le spese, che fu pagata dai suoi sostenitori.
Nel numero successivo del New Witness, Cecil Chesterton ribadì le sue accuse contro i ministri, che ancora non lo citarono in giudizio.

## Conseguenze dello scandalo
Nella sua autobiografia del 1936, Gilbert Keith Chesterton, fratello più famoso di Cecil, accreditò allo scandalo Marconi l'avvio di un sottile ma importante cambiamento nell'atteggiamento del pubblico britannico:
(G. K. Chesterton, L'Autobiografia di GK Chesterton (New York: Sheed & Ward), 205-206.)
Un punto di vista completamente opposto è sostenuto da Bryan Cheyette. Egli sostiene che lo stereotipo antisemita del finanziere ebreo era presente prima e in effetti è entrato nella cultura britannica poco prima dello scoppio dello scandalo.
È stato detto che lo scandalo ha impedito la possibilità del Regno Unito di essere il leader mondiale nella radio.

## Nella cultura di massa
Lo scandalo Marconi è citato nelle vicende della seconda stagione di Downton Abbey.